# John Kanzius
John S. Kanzius (1 de marzo de 1944–18 de febrero de 2009) fue un inventor estadounidense, ingeniero de radio y televisión, propietario de una estación de radio casera (Call Sign K3TUP) de Erie, Pennsylvania. Presuntamente, según sus dichos, inventó un método que puede tratar todas las formas de cáncer, sin efectos secundarios, ni necesidad de cirugía o medicación. También demostró un dispositivo que genera llamas de gas hidrógeno a partir de agua salada radiándola con ondas de radio. En los medios a esto se le llamó quemado de agua salada. Ambos efectos involucran el uso de un transmisor de radiofrecuencia.
Kanzius, un autodidacta, estableció que se motivó a investigar sobre el tratamiento, del cáncer al padecer el mismo de las sesiones de quimioterapia para tratar un linfoma no-Hodgkin.

## Terapia del cáncer
Terapia RF de Kanzius es un tratamiento experimental de cáncer que emplea una combinación de oro coloidal, nanotubo de carbono y ondas de radio para quemar y destruir las células cancerosas sin dañar las sanas.

El radio de absorción específico de las ondas de radio por el tejido celular, en las longitudes de onda propuestas y sus niveles de intensidad, es muy bajo. Los metales absorben esta energía más eficientemente que el tejido a través de la diatermia; Richard Smalley sugirió que los nanotubos de carbono podrían ser usados para propósitos similares. Si las nanoparticulas fueran introducidas en lugares con cáncer. las células podrían ser destruidas o inducidas al estado de apoptosis mientras el tejido sano quedaría relativamente sin dañar.
Según el Doctor Steven Curley, los tipos de cáncer potencialmente tratables usando la terapia de radiofrecuencia de Kanzius RF incluyen todos los tipos de cáncer.
Kanzius construyó un prototipo de Kanzius RF device en su hogar, y formó  el Therm Med., LLC para experimentar y vender sus inventos.  El dispositivo se probó en el Centro Médico de la Universidad de Pittsburgh  en 2005.  A partir del 23 de abril de 2007, se llevó a cabo una investigación preliminar con el dispositivo en el Centro Oncológico MD Anderson de la Universidad de Texas y el Centro Médico de la Universidad de Pittsburgh Si se otorga la aprobación federal, se pueden realizar pruebas en pacientes humanos..

## Combustión del agua
Más tarde, en 2007, Kanzius demostró que la misma radiofrecuencia de 13,56 MHz podría usarse para disociar el hidrógeno y el oxígeno de una solución de agua salada, que luego podría "quemarse". Rustum Roy , un científico de materiales de la Universidad Estatal de Pensilvania , aclaró que el hidrógeno disociado se estaba quemando, no el agua en sí misma: "El agua salada no se está quemando per se, a pesar de las apariencias. Las frecuencias de radio actúan para debilitar los enlaces entre los elementos que componen el agua salada, liberando el hidrógeno.".
La demostración de Kanzius recibió cobertura de las estaciones de televisión locales. A pesar de los informes noticiosos de que esto permitiría usar agua como fuente de energía , eso representaría una violación de las leyes de la termodinámica y, por lo tanto, no es lo que hace.

## Aplicaciones patentadas
Solicitudes de patentes publicadas al 16 de septiembre de 2007:
- Patente USPTO n.º 2005120639

Sistemas y métodos para hipertermia inducida por RF combinada y radioinmunoterapia
- Patente USPTO n.º 2005110544 Sistemas y métodos para hipertermia inducida por RF
- Patente USPTO n.º 2006190063 Sistemas y métodos mejorados para hipertermia inducida por RF
- Patente USPTO n.º 1758648 Sistemas y métodos mejorados para hipertermia inducida por RF
- Patente USPTO n.º 2007027620 Sistemas y métodos mejorados para hipertermia inducida por RF II